# 粒子・メッシュ法
粒子・メッシュ法（りゅうし・メッシュほう、英: Particle Mesh method、略称: PM）は、粒子の系における力を決定するための計算手法である。これらの粒子としては原子や星、流体成分があり、したがって本手法は分子動力学や天体物理学を含む多くの分野に適用可能である。粒子の系が密度値の格子（またはメッシュ）へと変換されることが基本原理である。次にポテンシャルがこの密度格子について解かれ、粒子がどのセルにあるか、セル中のどこにいるかに基づいて、個々の粒子に対して力が適用される。
粒子の系を密度の格子へと変換するための様々な手法が存在する。ある手法は、個々の粒子が単純にその質量をメッシュ中の最近点に与える。またCloud-in-Cell（CIC）法では、粒子は連続密度立方体としてモデル化され、一つの粒子はその質量を複数のセルへと分配できる。
密度分布が決まると、 メッシュ中の個々の点のポテンシャルエネルギーはガウスの法則の微分形式から決定できる。この方法は、電位Φの負の勾配として電場Eを決定した後、ポアソン方程式を生じる。ポアソン方程式はフーリエ変換を適用することで容易に解くことができる。ゆえに、2つの理由から、単に粒子の全ての相互作用を加算するよりもPM計算の方が速い。1つ目は、粒子よりの格子点の方が大抵少ないため、計算する相互作用の数が小さくなること、2つ目は、格子手法によってポテンシャルの評価のためにフーリエ変換の使用が許されることである（これらは非常に速い）。
PM法は、粒子間の近接相互作用をきちんとモデル化しないため、時代遅れの手法と見なされている。PM法は、PM計算に加えて近い粒子間では直接的な粒子・粒子和を用いる粒子・粒子/粒子・メッシュ法に置き換わっている。